# GW Orionis

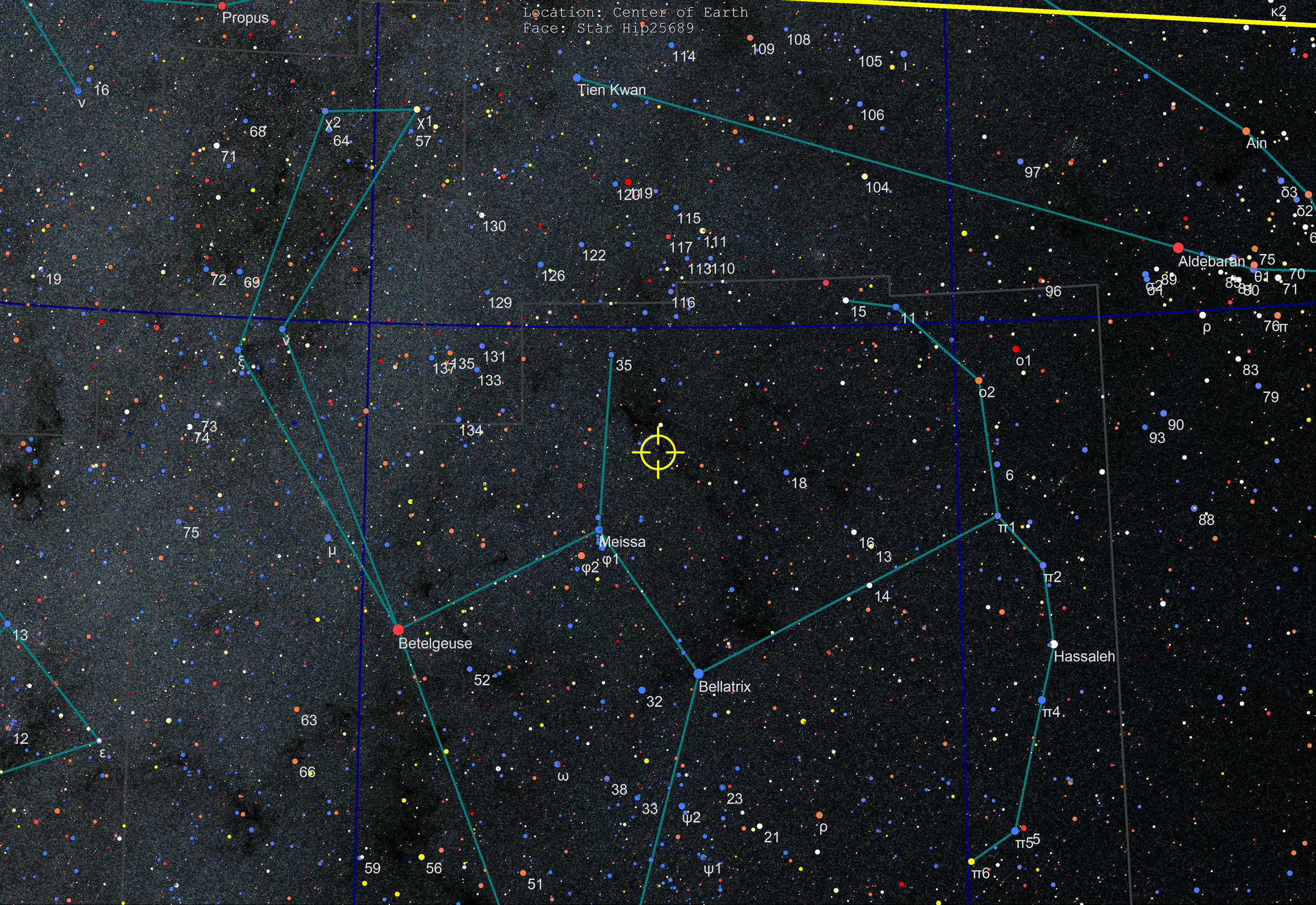
GW Orionis

GW Orionis (або GW Ori) — зоряна система у сузір'ї Оріон, розташована приблизно в 1300 світлових роках від Землі.
GW Orionis має великий і масивний протопланетний диск, що оточує її. Емісія пилу свідчить про радіус диска приблизно 400 астрономічних одиниць.
Вивчення GW Ori виконується за допомогою телескопа «Атакама», який розташований в Чилі. Виявлено, що три пилових кільця зоряної системи зміщені по відношенню один до одного. Це може бути пошуковою ознакою планети або декількох планет у цій зоряній системі. Припускається наявність планети розміром з Юпітер.